# János Hanek

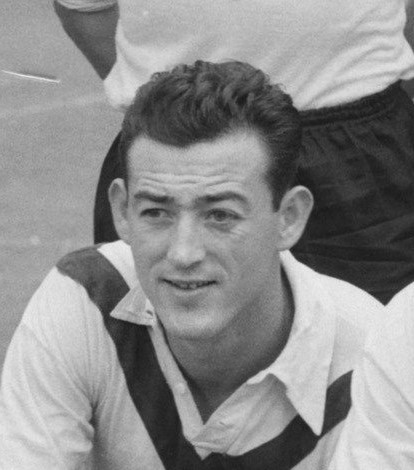
János Hanek im Jahr 1961

János Hanek (* 29. Mai 1937) ist ein ehemaliger ungarischer Fußballspieler.

## Sportlicher Werdegang
Hanek entstammt der Jugend von Ferencváros Budapest, für den Klub debütierte er als Teenager in der Nemzeti Bajnokság. Im Frühjahr 1957 flüchtete er mit seinen Landsmännern Tibor Lőrincz und István Sztani nach Deutschland, wo das Trio bei Eintracht Frankfurt unterkam und vom im ungarischen Pécs geborenen Zeugwart Anton Hübler betreut wurde. Aufgrund einer Sperre der FIFA kam das Trio zunächst nur in Freundschaftsspielen zum Einsatz, in der zweiten Saisonhälfte der Spielzeit 1957/58 debütierten die Spieler letztlich auch in der Oberliga Süd. Nach nur zwei Ligaspielen wechselte er zum Saisonende zum Absteiger Stuttgarter Kickers, wo er als Stammspieler mit sechs Toren in 27 Spielen in der II. Division zum direkten Wiederaufstieg beitrug. In der Oberliga Süd bestritt er in der Spielzeit 1959/60 22 Saisonspiele, die Mannschaft um Axel Dünnwald-Metzler, Pál Csernai, Herbert Dienelt und Manfred Eglin verpasste als Tabellenletzter jedoch den Klassenerhalt.
Ab 1960 verdiente Hanek sein Geld in den Niederlanden, wo er beim Meister von 1958 DOS Utrecht unterkam. In zwei Spielzeiten erzielte er in 66 Spielen in der Eredivisie 32 Tore. Anschließend wechselte er zum Drittligisten Alkmaar '54, der 1964 in die Eerste Divisie aufstieg. 1966 zog er innerhalb der Niederlande zu DTS Oudkarspel weiter, ehe er ab 1968 sein Glück in Nordamerika versuchte und in die North American Soccer League wechselte. Nach einem halben Jahr bei den Vancouver Royals wechselte er im Sommer des Jahres zu den Kansas City Spurs. Dort beendete er 1970 seine aktive Laufbahn.